# اوست-پوروزیخا
اوست-پوروزیخا (به لاتین: Ust-Porozikha) یک منطقهٔ مسکونی در روسیه است که در سرزمین آلتای واقع شده‌است.